# Playa Baracoa

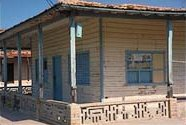
Casa de madera en Playa Baracoa, municipio de Caimito, Cuba

Playa Baracoa es un poblado costero en el municipio de Bauta, en la provincia de Artemisa, Cuba, al oeste de La Habana.

### Ubicación geográfica
Situada en la costa norte de la isla, ubicada en la provincia de Artemisa, pertenece al municipio Bauta, limita al norte con el estrecho de la Florida, al sur con la cabecera del municipio, al este con La Habana, al oeste con el municipio de Caimito. Delimitada por los ríos Santa Ana y el Baracoa.
En Playa Baracoa queda la Comunidad Militar Los Cocos, un reparto residencial de militares en activo y retirados

### Extensión territorial
Su extensión territorial es de 5 ½ km, de estos 3 son urbanos y 2 ½ rural. El largo de la zanja costera es de 2,6 km, presenta acumulación de arena y afloramiento de dientes de perro. En el siglo XV se incorporó al patrimonio de los conocimientos geográficos del mundo Europeo con adelantos y técnicas

## Historia
El nuevo mundo formado por comunidades indígenas, en pleno comunismo primitivo, sin nada que frenara su forma de vida. En esta localidad en el siglo XV los que habitaron primogénitamente el espacio, fueron los Aruacos, provenientes de la América del Sur, ya en extinción surgirían los recolectores, pescadores, cazadores y agricultores y ceramistas.
No se tienen noticias de contactos directos de estos antepasados de la zona con los españoles. La primera mercedación del territorio se hizo en el año 1558, siendo esta el corral de Baracoa, por esta fecha los aborígenes que habían sobrevivido se encontraban en dos grandes encomiendas, la de Guanabacoa y Santiago de Cuba.
En el 1568 en actas capitulares consta la petición y acuerdo de otorgar a: Bartolomé Basago el sitio de Baracoa para ganado menor.
En el acta del 27 de enero de 1727 se actualiza la demolición del corral. Baracoa perteneció al convento de los Padres de Belén el cual es demolido en 1730. Fray Francisco Javier de Santa Teresa, dueño de la hacienda, San Cristóbal de Baracoa, procurador del convento religioso Betlemita manda a medir sus tierras por rivalidades de extensión territorial en el año 1732. En ese propio año se compra de nuevo Baracoa que mide 7 leguas.
En 1734 dice Manuel de la Cruz que en el Río Santa Ana y tierras que fueron de Baracoa compró 14 caballerías, con las cuales quiere fabricar ingenios de azúcar.
En el 1735 Br: Francisco Xavier de Santa Teresa, procurador del Cabildo de Religiosos Belemitas dice: que entre los Ríos El Baracoa y el Santa Ana se halla un sitio a propósito para salina.
En acta del 6 de julio de 1735 se concede la merced de tierras que hay entre las haciendas de Baracoa, Banes, Guatao y Ariguanabo, a Don Francisco Antonio Nasabe, comprendida la totalidad de los antiguos corrales de Baracoa.
Las actividades económicas principales en aquellos tiempos lo que fue la extracción de madera transportada a la Villa de La Habana, utilizada en diferentes construcciones de la época.
En 1720 se inició la producción de azúcar en la localidad con el ingenio San Cristóbal de Baracoa, convirtiéndose en uno de los colosos de la época, moliendo 40000 de caña por zafra.
Consta en acta capitular el 14 de noviembre de 1766 el desarrollo alcanzado por la producción azucarera en la zona, fomentándose los cultivos de la caña, el tabaco y la cría de ganado.
Aparece un auge de la industria azucarera que se viene manifestando desde finales de siglo, así como de cafetales los cuales son: El Marcial, La Rosalía, Las Delicias, El Descanso, La Ruperta, La Josefa y el Trinidad. Con este renacer hubo un ascenso la mano de obra esclava.
En las actas capitulares del 14 de noviembre de 1776 se dice el alto desarrollo por la producción azucarera. De 1792 al 1800 en datos estadísticos de las tablas obtenidas en la parroquia de Bauta de los bautismos de pardos y morenos la entrada de estos al territorio baracoense ascendió a 534 personas, de estos sus orígenes son: Licumies, Carabalí, Mandinga, Ganga, Mina, Arara, Mamba, Mondongo y Bricanos.
El 4 de julio de 1829 vende el reverendo Pedro de la Natividad, presidente del Convento Señora de Belén al Padre Manuel García Fernández lotes de 10 caballerías.
En el 1833 vende José María Urrutia 3 caballerías de tierra del Ingenio Santa Ana, a Agustín Gutiérrez (Ingenio demolido, se encontraba dentro de las 58 caballerías propiedad de Francisco García Gutiérrez).
En décadas posteriores a 1829 se introduce la máquina de vapor en el Ingenio San Cristóbal de Baracoa, lo que se produjo con el auge en la producción azucarera.
El 27 de septiembre del año 1862 se fundó el Barrio de Baracoa a orillas de la playa.
A mediados del siglo XVIII se incrementa en la zona la entrada de más esclavos, siendo este lugar rico en haciendas e ingenios como lo son: El San Cristóbal de Baracoa, El Palomino, Maurin, Central Gómez, El Macasta, El siglo, El San Isidro, El San Rafael, El Rosario. Se convierte la zona potencialmente económica un eslabón fundamental sobre todo, para la trata negrera, encabezada esta por ricos hacendados del lugar, como lo son: Don Francisco García Gutiérrez, Francisco de la O Porlier y José Ricardo Ofarril, Conde de Fernandina, ayudados estos por Francisco Martí y Torrens  delegado de la Marina desde el puerto de La Habana a Playa Baracoa,  este representaba en esos tiempos sus funciones de subdelegado, con el fin de perseguir el contrabando negrero. En estos menesteres el citado ciudadano encuentra poder posición y fortuna.
La Guerra de los 10 años (1868 a1878) no afectó en lo más mínimo las actividades antes expuestas en la zona.
Entre 1880 y el 1886 se produce la abolición de la esclavitud y con ello la desaparición de muchos ingenios.
Durante la guerra de 1895 en la localidad de Playa Baracoa las tropas de Maceo, entablan combate con fuerzas españolas en Altura de Montes de Oca el 27 de septiembre de 1896.
En 1896, en la Salina de Baracoa, Baldomero Acosta entabla combate contra las fuerzas españolas, comandadas por Francisco Silugeda Silugeda.
El 14 de octubre de 1896 Baracoa fue pasto de las llamas aplicándosele la tea Incendiaria mambisa.
En el 1896 acampa Maceo con su tropa junto a la salina de Baracoa.
El 6 de diciembre de 1896 la tropa de Antonio Maceo y Baldomero Acosta acampan en el ingenio Maurín, antes de partir a San Pedro, el lugarteniente general Antonio Maceo pierde la vida.
Durante la República Neocolonial Baracoa resurge y se construyen grandes residencias y lugares de recreo, donde la clase rica, propietarios políticos y millonarios disfrutaban sus fines de semanas sus días de descanso y banales.
En la parte más humilde de la población, conocido por La loma, existían casas de guano y yaguas sin piso y sin servicios sanitarios.
Sigue creciendo en su ancho y largo este asentamiento costero y ya es una playa bien definida, exclusiva a la clase pudiente, existiendo en aquellos momentos los barrios de Hollywood, Playa Habana, población de Baracoa y La loma.

### Lucha Clandestina
En la lucha clandestina por la liberación de la localidad no estuvo ausente en ningún momento, ya que bajo la dirección del Movimiento 26 de Julio se encontraba su coordinador Ángel Álpizar Pérez, el cual bajaba las orientaciones al grupo que el dirigía, actividades realizadas, quema del Central Habana Libre, la confección de petardos y enviarlos hacia La Habana, riego de alcayatas en la carretera de Bauta a Baracoa, con el fin de entorpecer el tránsito, producir apagones en alumbrado público en la planta que se encontraba entre Baracoa y Santa Fe, así como tirar una cadena a los tranformadores de Cuquine guarida del Presidente Fulgencio Batista, El dictador, el mantener puntos botiquines para la cura de heridos que se escondían en esta playa, provenientes de La Habana. El medicamento era traído de la clínica de Sorondo en Bauta. Se destaca la distribución de propagandas, así como La historia me absolverá, folleto escrito por el comandante en jefe.

### Triunfo revolucionario
Al triunfo de la revolución el pueblo se precipita hacia sus calles de inmediato se toma el Cuartel de la Marina de Baracoa.
Se eliminan el poder represivo con el continuar de los días, muchas personas influyentes en esta playa fueron abandonando el país. Siendo necesario intervenirle todas sus propiedades, convirtiéndose así Playa Baracoa en una comunidad estable de lazos consanguíneos.
Surgen leyes y con ellas cambios, además instituciones que no estuvieron nunca a espaldas de ellas como lo fueron la Asociación de Jóvenes Rebeldes, La milicia, las FAR, la PNR y todas las actividades que de ellas emanaban se cumplían.
Surgen los CDR, la FMC, la Asociación de Combatientes, los Poderes Populares y siguen enfrascados en la lucha tesonera

## Barrios
Está compuesta por las zonas residenciales de Hollywood, la cual se distingue por sus negocios de alquiler de viviendas, cafeterías, discoteca, playas y por la presencia del Hotel Baracoa; Los Cocos, caracterizada por tener un gran número de militares y pilotos entre sus habitantes; La Loma, un lugar de pescadores que se agrupa a lo largo de gran parte del río Baracoa; las Cinco Casitas, pueblo pequeño ubicado en la carretera Bauta-Baracoa y el poblado Baracoa, que se extiende en toda la parte norte de la laguna del Doctor.
Zona 'Las delicias',barrio situado en medio de una  carretera que va hacia Bauta,el poblado de Baracoa,y hacia Hollywood. Prácticamente el barrio Las delicias, es el centro de Playa Baracoa, desde ahí, puedes acceder a diferentes barrios dentro del pueblo, y fuera de lo que es P. Baracoa (como Bauta).

## Educación
Playa Baracoa cuenta con una escuela primaria activa: Héroes de Cangamba, a la cual hace unos años se le sumaba Manolito Aguiar que en la actualidad se encuentra abandonada por peligro de derrumbe. Un centro mixto primaria-secundaria Pedro Esperón ubicado en Los Cocos. Los estudiantes luego de acabar la secundaria cursan sus estudios en centros educativos del municipio Bauta.

## Salud
En relación con la salud pública son una potencia, ya que esta pequeña localidad que cuenta con alrededor de 14000 habitantes cuenta con un Policlínico Integral, una Sala de Rehabilitación y 4 consultorios del médicos de la familia.

## Actividades Económicas
Las actividades económicas de la zona se dividen de acuerdo al lugar, por ejemplo, las localidades de la Loma y Baracoa tienen ingresos principalmente por la pesca, y Hollywood los tiene por el gran número de arrendatarios y cafeterías que brindan servicio principalmente a los estudiantes de la Escuela Latinoamericana de Medicina. Podemos encontrar una granja de pollos, dos presas donde existen criaderos, una vaquería, un aeropuerto donde opera la aerolínea Aerogaviota S.A. etc.

## Transporte
Desde Baracoa se puede acceder a la capital mediante el ómnibus 420 y máquinas que cobran cien pesos, a Bauta por el mismo sistema de almendrones con un precio de viaje de cincuenta pesos al igual que hacia al Mariel lo que con tarifas más elevadas. Dentro del pueblo se suelen ver gran número de bicitaxis.

## Hidrografía
Existen dos ríos llamados Baracoa y Santa Ana, dos presas entre la que destaca la Maurín y varios manantiales que abastecen el pueblo.

## Fauna
La fauna es muy rica debido a la presencia de aves como el tierrero y el azulejo que emigra desde el norte a pasar el invierno en Cuba, peces como el pargo y el caballerote los cuales hacen presencia en el territorio los meses de octubre, noviembre y diciembre y el ronco que puede ser encontrado durante todo el año. Hace poco tiempo era común ver algunas liebres y codornices, así como algún que otro manatí en el río Santa Ana.